# Guernsey

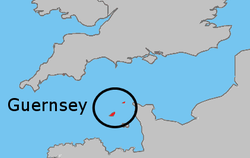
Lage im Ärmelkanal

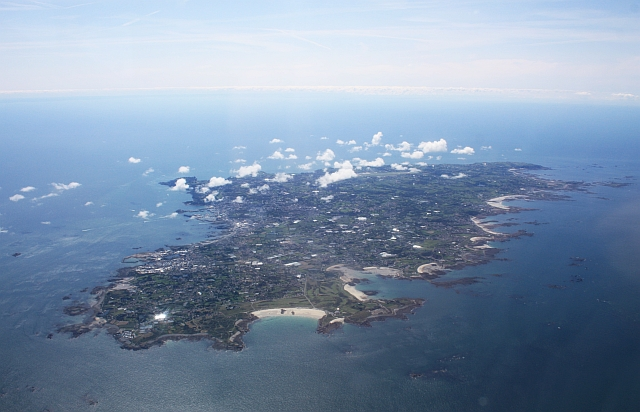
Luftbild Guernseys, Blick von Nordosten

Guernsey [ˈɡɜːnzi, englisch] (anhörenⓘ) oder Guernesey [ɡɛʁ.nə.zɛ, französisch] ist die zweitgrößte der britischen Kanalinseln. Die Kanalinseln sind weder Teil des Vereinigten Königreiches noch Kronkolonie, sondern als Kronbesitz (englisch Crown dependencies, französisch Dépendances de la Couronne) direkt der britischen Krone unterstellt. Sie sind gesonderte Rechtssubjekte. Mit weiteren Inseln bildet sie das Bailiwick of Guernsey.

## Geografie
Die Insel ist ein Hügelland mit Steilküsten, besonders im Süden. Die landwirtschaftliche Nutzung besteht vor allem in Viehzucht und Gartenbau. Guernsey ist ein bedeutendes Touristenziel für Natur- und Vogelliebhaber.
Zur Vogtei gehören neben der Hauptinsel Guernsey außerdem die Inseln Alderney, Sark, Herm, Jethou, Brecqhou, Burhou, Lihou sowie weitere kleine Eilande und Klippen wie die Hanois und die Casquets. Die Fläche der Insel Guernsey beträgt 63,4 km², die der gesamten Vogtei etwa 78 km². Die Bevölkerungszahl der Insel Guernsey (einschließlich Herm, Jethou und Lihou, auf die jedoch – Stand März 2018 – insgesamt keine 80 Einwohner entfallen) liegt bei 62.734 Einwohnern (Stand Juni 2018); die Vogtei hat einschließlich der Bewohner der Inseln Alderney, Sark und Brecqhou insgesamt ca. 65.120 Einwohner.

## Klima und Vegetation
Die Insel hat wegen des Einflusses des Golfstroms und aufgrund ihrer geschützten Lage im Golf von Saint-Malo ein mildes, fast mediterranes Klima. Temperaturen unter 0 °C sind extrem selten, andererseits erreicht das Meerwasser auch im Hochsommer kaum Temperaturen über 20 °C.
Da es nur sehr selten Frost gibt, gedeihen auf der Insel neben Fuchsien und Guernseylilien (die Nationalblume der Insel) Zypressen, Bananenstauden und Palmen.
|                       | Jan  | Feb  | Mär  | Apr  | Mai  | Jun  | Jul  | Aug  | Sep  | Okt  | Nov  | Dez   |   |       |
| Mittl. Tagesmax. (°C) | 8,4  | 8,2  | 9,6  | 11,2 | 14,4 | 16,9 | 19,2 | 19,5 | 17,6 | 14,7 | 11,4 | 9,6   | ⌀ | 13,4  |
| Mittl. Tagesmin. (°C) | 4,7  | 4,4  | 5,2  | 6,2  | 8,7  | 11,1 | 13,2 | 13,7 | 12,5 | 10,5 | 7,7  | 6,0   | ⌀ | 8,7   |
|                       |      |      |      |      |      |      |      |      |      |      |      |       |   |       |
| Niederschlag (mm)     | 89,2 | 76,5 | 66,7 | 51,1 | 49,6 | 46,2 | 37,6 | 45,8 | 66,8 | 89,1 | 97,9 | 107,3 | Σ | 823,8 |
|                       |      |      |      |      |      |      |      |      |      |      |      |       |   |       |
| Regentage (d)         | 19,0 | 15,9 | 16,1 | 13,3 | 12,4 | 10,3 | 9,7  | 11,1 | 13,3 | 15,3 | 19,0 | 19,1  | Σ | 174,5 |

| 4,7 |

| 4,4 |

| 5,2 |

| 6,2 |

| 8,7 |

| 11,1 |

| 13,2 |

| 13,7 |

| 12,5 |

| 10,5 |

| 7,7 |

| 6,0 |

| 4,7 |

| 4,4 |

| 5,2 |

| 6,2 |

| 8,7 |

| 11,1 |

| 13,2 |

| 13,7 |

| 12,5 |

| 10,5 |

| 7,7 |

| 6,0 |

## Geschichte

### Vorgeschichte
Guernsey wurde durch den eustatischen Anstieg des Meeresspiegels nach der letzten Eiszeit um 4000 v. Chr. vom französischen Festland getrennt. Eine Besiedlung ist bereits seit dem Mesolithikum (Lihou) nachgewiesen. Bisher fehlen altsteinzeitliche Funde wie auf Jersey. Die Insel besitzt keine eigenen Feuersteinvorkommen, jedoch wurden nördlich von Alderney offenbar angespülte Kiesel aus submarinen Vorkommen genutzt. Die bisher älteste neolithische Fundstelle ist Les Fouaillages im Norden der Insel, in den 1970er Jahren durch Ian Kinnes vom British Museum ausgegraben. Die Insel weist zahlreiche Gang- und Galeriegräber aus der Jungsteinzeit auf sowie teilweise anthropomorphe Menhire. Deren bedeutendster steht heute auf dem Friedhof der Kirche von Castel. Auch zahlreiche Funde der Glockenbecherkultur sind bekannt.

### Antike
Der antike Name der Insel war Sarmia (oder sarma, armia, sarnia). Trotz der schwierigen Navigationsbedingungen durch einen Tidenhub von fast zwölf Metern war der Hafen von St. Peter Port bereits in römischer Zeit ein wichtiges Handelszentrum, wie unter anderem ein Wrack aus dem 2. Jahrhundert in der Hafeneinfahrt belegt.

### Mittelalter
Die Inseln wurden durch den Heiligen Samson von Dol (vgl. Dol-de-Bretagne) christianisiert und waren ursprünglich Teil des Herzogtums Bretagne, fielen dann aber an den Herzog der Normandie. Im Jahr 1066 eroberte der Herzog der Normandie Wilhelm der Eroberer England und wurde englischer König. Die Kanalinseln blieben aufgrund der Personalunion zwar in königlichem Besitz, wurden aber nie Teil des Vereinigten Königreiches.

### Neuzeit
Im 17. Jahrhundert fanden auf der Insel zahlreiche Hexenprozesse statt. So gestand – unter welchen Umständen auch immer – 1617 Collette du Mond, an einem Hexensabbat beim Chateau de Rocquaine teilgenommen zu haben. Im frühen 18. Jahrhundert wurden zahlreiche Küstenbefestigungen gegen die Gefahr eines französischen Angriffs errichtet (Martello-Türme). Außerdem ließ Sir John Doyle, Vizegouverneur von Guernsey, den Kanal zuschütten, der die frühere Gezeiteninsel Le Clos du Valle von Guernsey trennte. Auf ihn geht auch Fort Grey zurück, in dem heute ein Schiffswrack-Museum untergebracht ist.

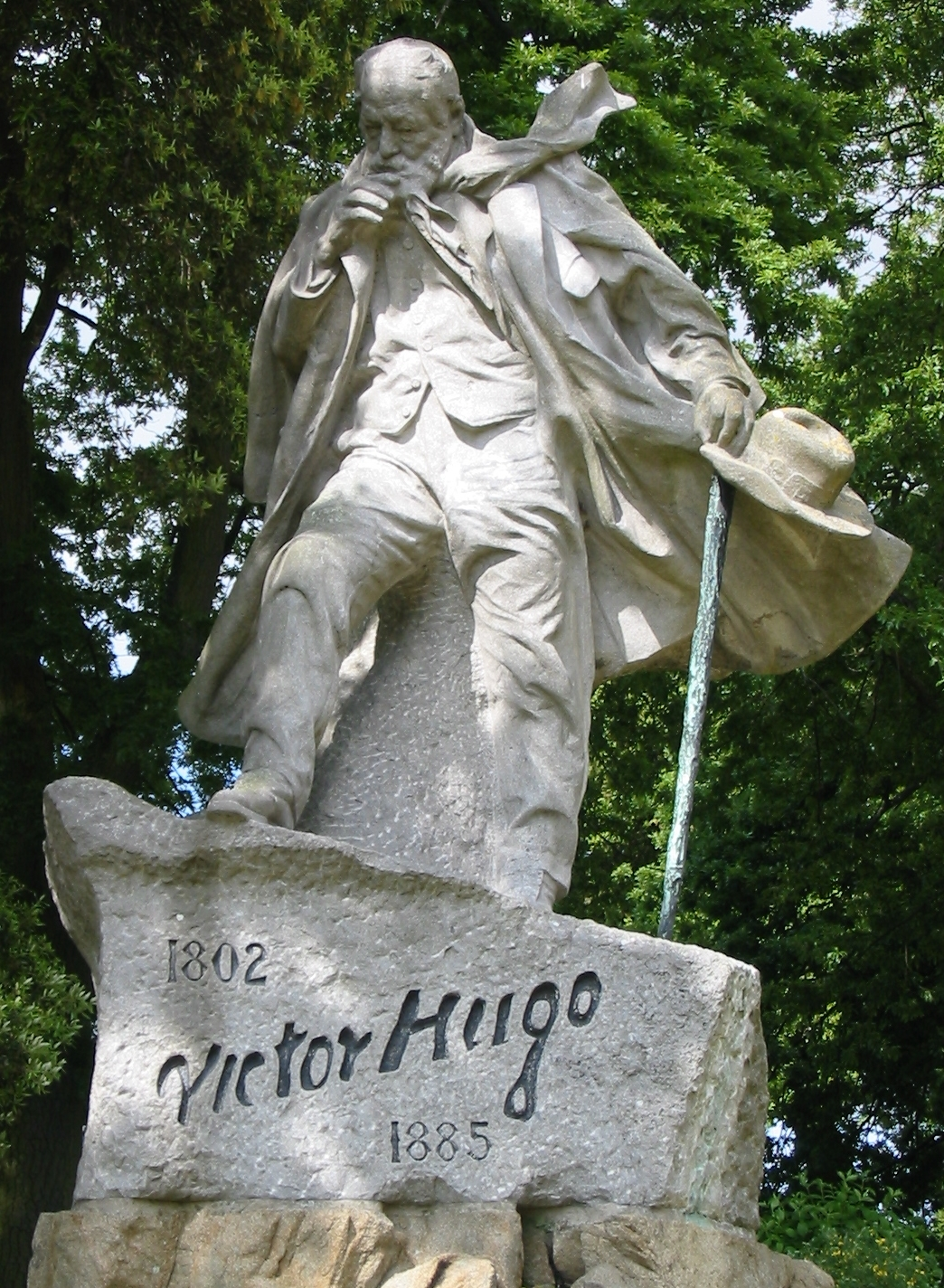
Statue von Victor Hugo in St. Peter Port

Von Guernsey stammte Generalmajor Isaac Brock (1769–1812). Er gilt als „Retter Kanadas“ im Krieg von 1812 gegen die Vereinigten Staaten.

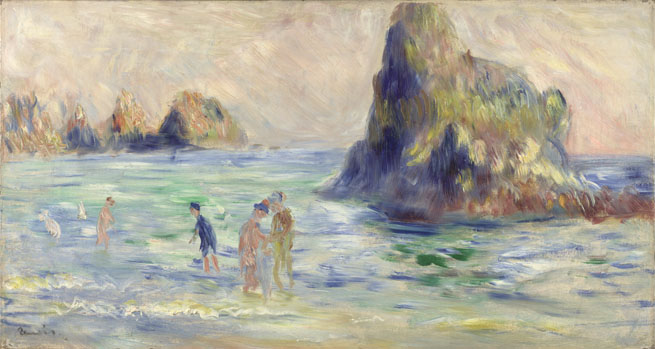
Moulin Huet Bay (Renoir, 1883)

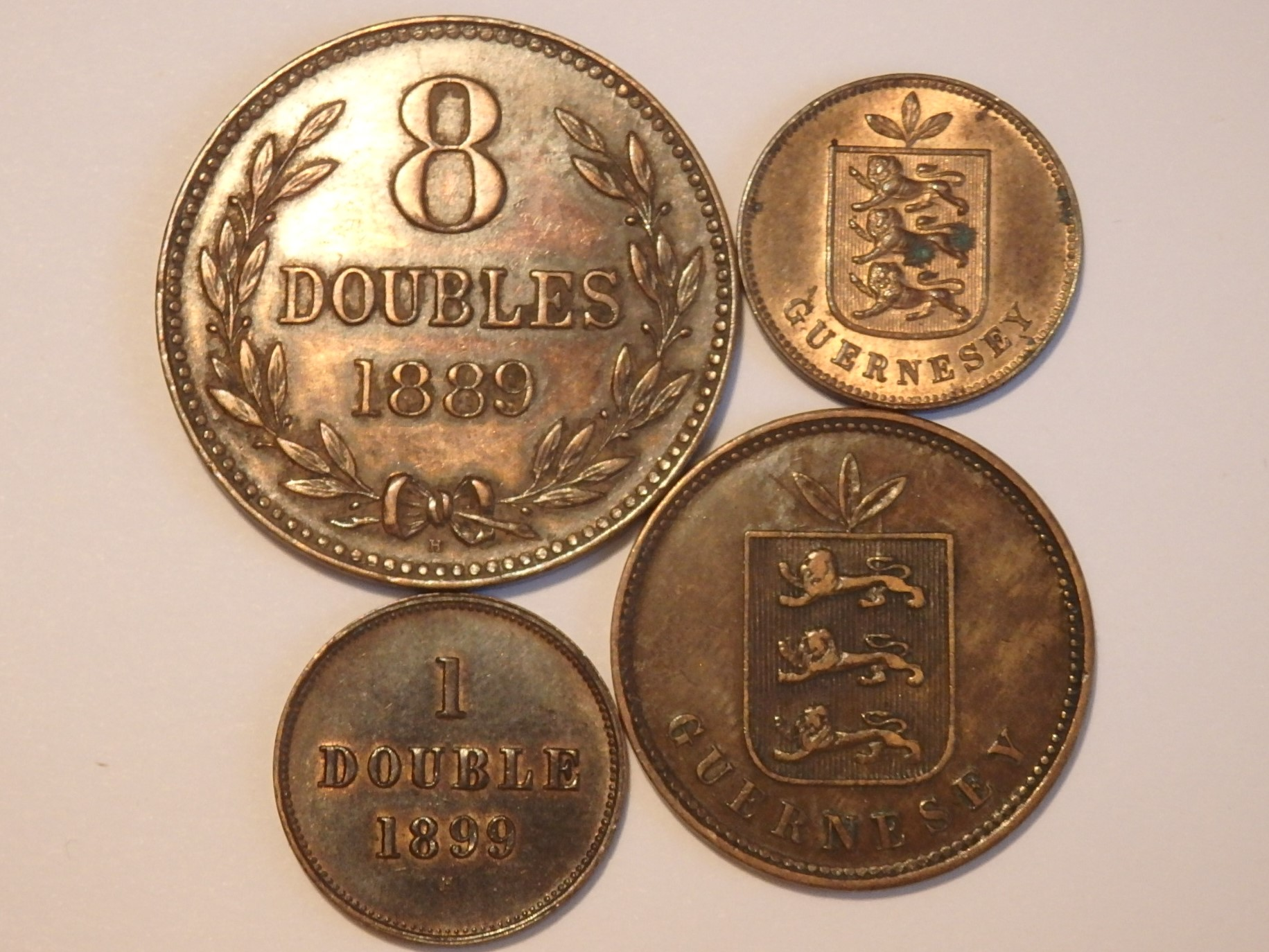
8, 4 und zwei 1 Doublesmünzen aus Guernsey, 2. Hälfte 19. Jahrhundert

Im Jahr 1815 gab es auf der Insel Guernsey ein geldpolitisch interessantes Experiment. Die Folgen der Napoleonischen Kriege machten sich in ganz Europa bemerkbar, auch auf dieser Insel. Die Inselbewohner produzierten Lebensmittel weit über den Eigenbedarf hinaus, doch die eingetriebenen Steuern und Zinszahlungen an Londoner Banken brachten den Zahlungsverkehr schließlich ganz zum Erliegen. Der in dieser Zeit amtierende Gouverneur von Guernsey, Daniel de Lisle Brock, schlug den Bau einer Markthalle für 4000 Pfund Sterling vor, die der Wirtschaft neuen Auftrieb geben würde. Diese 4000 Pfund sollten einfach selber gedruckt und als eine Art Zweitwährung im Umlauf gebracht werden. Nach fünf Jahren hatte sich die Halle voll amortisiert, das heißt, sie hatte ihre Abschreibungen voll verdient und die 4000 Pfund, die inzwischen auf der ganzen Insel in Umlauf gewesen waren und Umsätze aller Art bewirkt hatten, standen dem Investor der Markthalle wieder vollständig bar zur Verfügung, wurden nicht mehr benötigt und verbrannt. Nach diesem Prinzip wurden so nacheinander mehrere Bauvorhaben mit selbstgedrucktem und später wieder vernichtetem Geld verwirklicht. Jedoch kam bis 1835 durch den Eingriff fremder Banken und eine reduzierte Geldmenge die Wirtschaft wieder zum Erliegen. Manche Anhänger der Freiwirtschaft, darunter Hermann Benjes, betrachten das „Mirakel von Guernsey“ als Vorläufer umlaufgesicherten Geldes nach Silvio Gesell, der einen Artikel über das Experiment geschrieben hat.

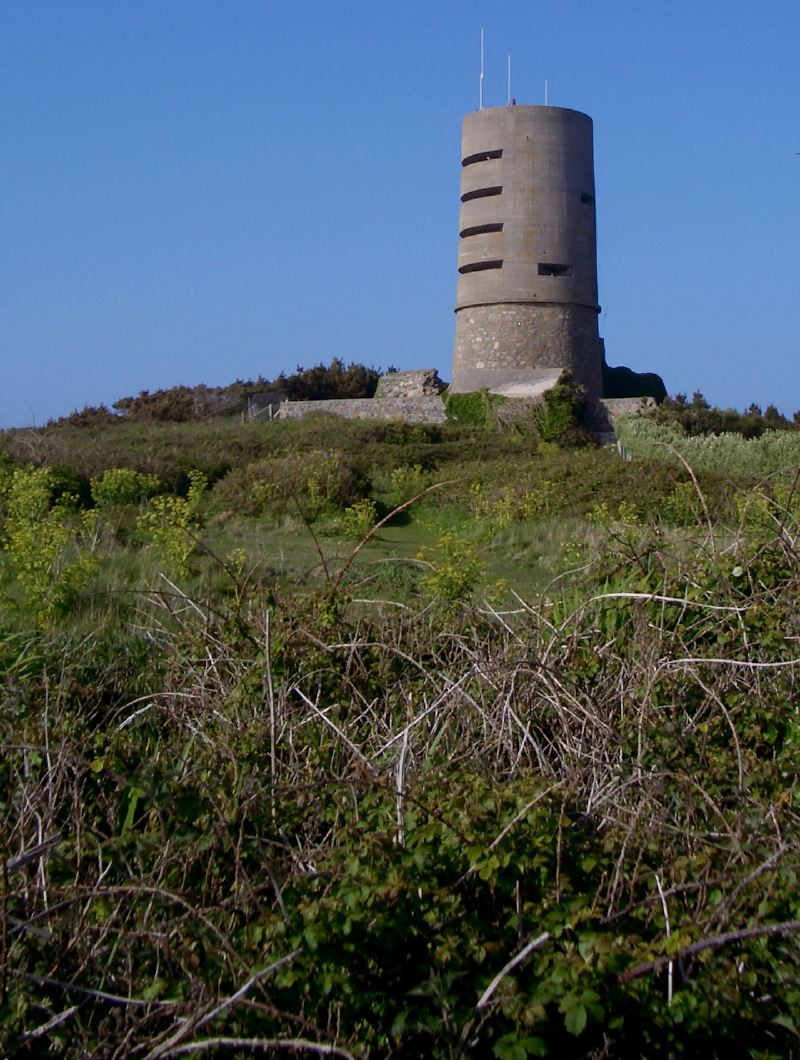
Deutsche Küstenbefestigung auf Guernsey

Der französische Dichter Victor Hugo wurde 1851 in Frankreich inhaftiert und musste ins Exil gehen. Er ließ sich erst auf der Kanalinsel Jersey und dann auf Guernsey nieder, wo er bis 1871 in St. Peter Port im Hauteville House lebte, das heute als Museum dient und besichtigt werden kann. Im September 1883 besuchte der französische Maler Auguste Renoir die Insel, und es entstand eine Reihe von Gemälden, unter anderem Moulin Huet Bay.
Im Zweiten Weltkrieg befürchtete man nach der Eroberung Frankreichs einen deutschen Angriff. Deshalb wurden die auf Guernsey ansässigen Deutschen und Österreicher interniert. Am 20. Mai 1940 verließ das britische Schiff SS Biarritz mit 1000 Soldaten, dem Vizegouverneur und seiner Familie sowie französischen Soldaten und britischem Verwaltungspersonal die Insel, die somit vollständig demilitarisiert war. Zahlreiche Kinder wurden nach England evakuiert. Am 30. Juni 1940 landeten fünf Junkers-Truppentransporter und die Insel wurde von der deutschen Wehrmacht besetzt. Die nicht auf Guernsey geborenen britischen Staatsangehörigen wurden im Lager Lindele in Biberach an der Riß (zu der Stadt besteht heute eine offizielle Partnerschaft) interniert. Guernsey wurde von der deutschen Besatzungsmacht mit Befestigungsanlagen versehen und sollte als Ausgangspunkt für Angriffe gegen England dienen. Inselkommandant war von 1940 bis 1942 Eugen Fürst zu Oettingen-Wallerstein, der dann aus politischen Gründen abberufen wurde. 1942–1945 wurde die Deutsche Guernsey-Zeitung herausgegeben.
Auf Alderney wurde als Außenstelle von Neuengamme das Konzentrationslager Aurigny („Lager Sylt“) gebaut, in dem vor allem osteuropäische Zwangsarbeiter gefangen gehalten wurden. Während der Besatzungszeit wurde von Linksverkehr auf Rechtsverkehr umgestellt. Der Befreiungstag am 9. Mai 1945 wird jedes Jahr feierlich begangen. Es existiert auch ein Besatzungsmuseum in Les Houards, Parish Forest.

## Verwaltung

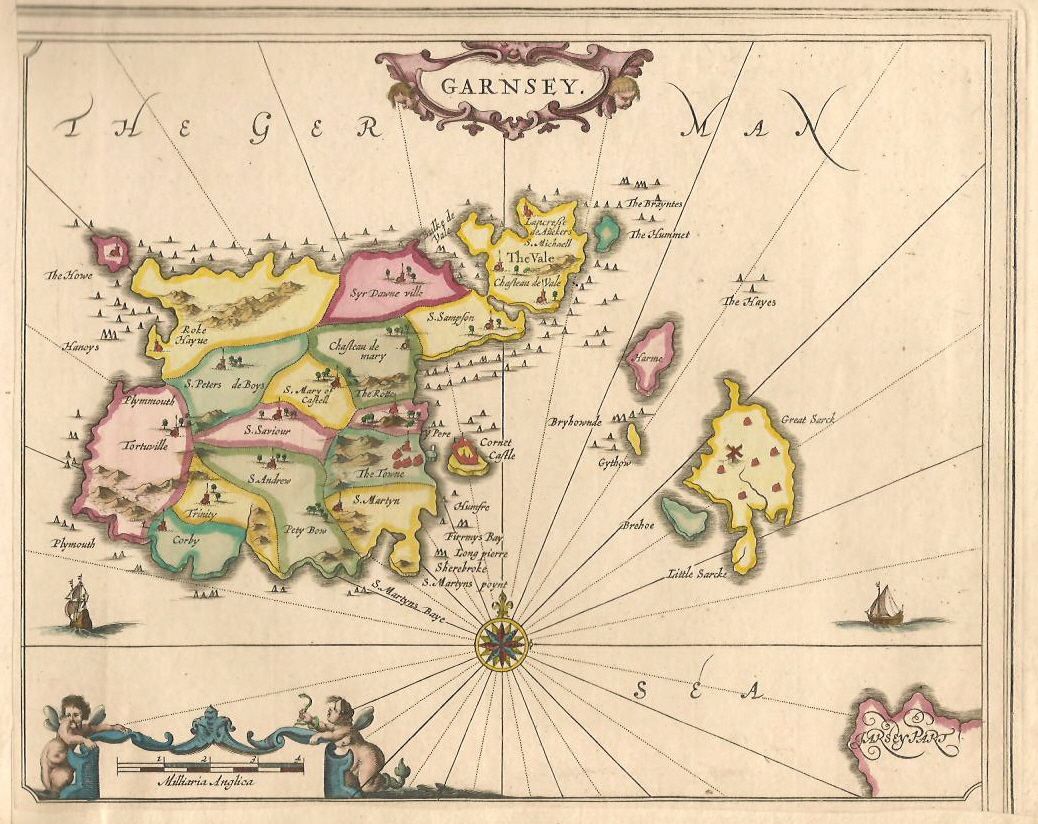
Historische Gliederung

## Wirtschaft

### Infrastruktur
Öffentliche Dienstleistungen wie Wasser, Abwasser, die beiden großen Häfen und der Flughafen befinden sich nach wie vor im Besitz und unter der Kontrolle des Staates. Die Strom- und Postdienste sind kommerzialisiert und werden nun von Unternehmen betrieben, die sich vollständig im Besitz von Guernsey befinden. 1998 gründeten Guernsey und Jersey gemeinsam das Channel Islands Electricity Grid, um die Unterseekabel zwischen Europa und den Kanalinseln zu betreiben und zu verwalten. Ursprünglich sollten diese Kabel der Insel als Notstromversorgung dienen, heute sind sie jedoch die primäre Stromquelle, während die lokalen Dieselgeneratoren als Reserve dienen.

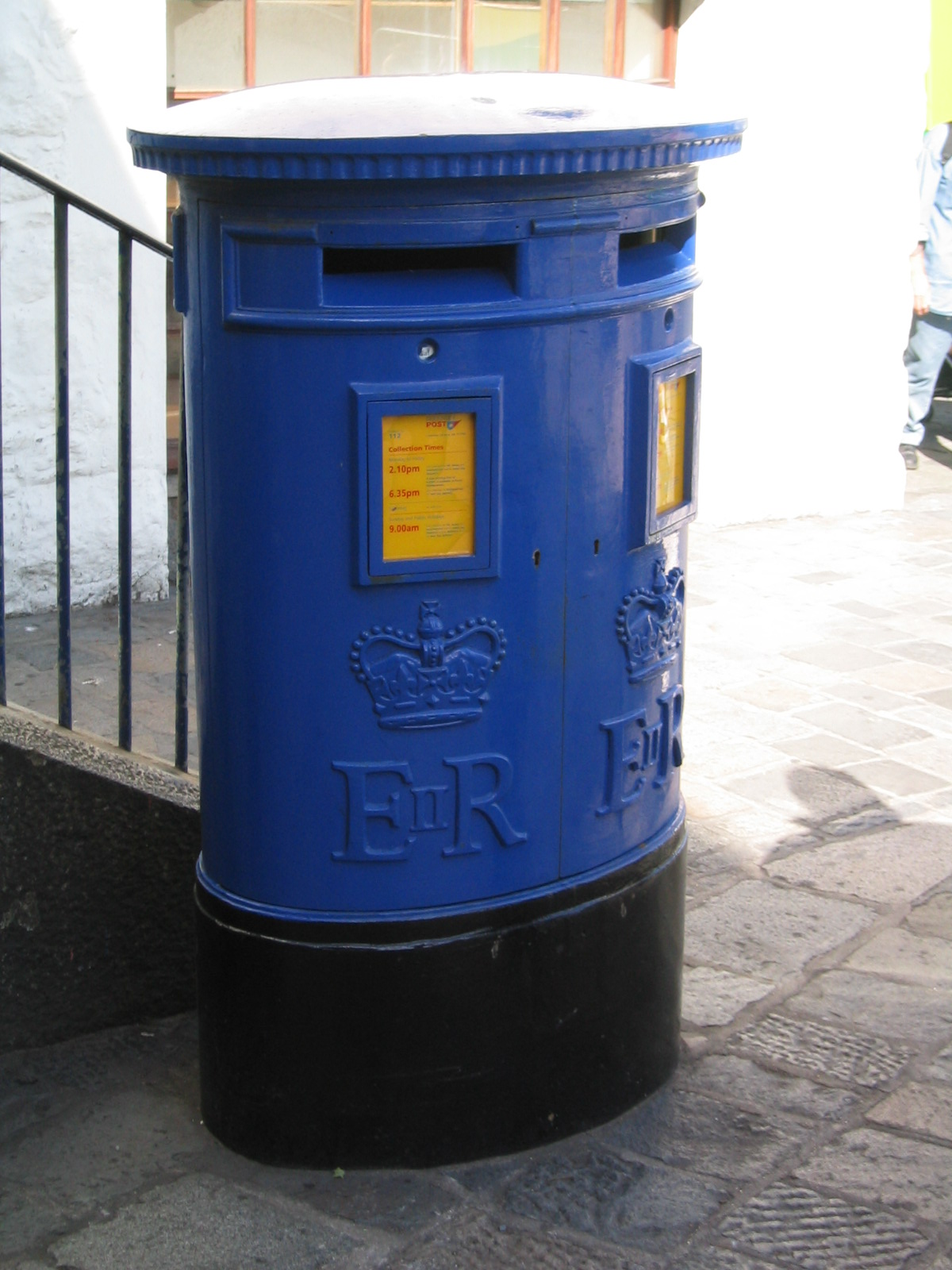
Ein Briefkasten der Guernsey Post

Sowohl die Briefkästen der Guernsey Post (seit 1969) als auch die Telefonzellen (seit 2002) sind blau gestrichen, ansonsten aber identisch mit ihren britischen Pendants, den roten Briefkästen der Royal Mail und den roten Telefonzellen.

### Business
Etwa 40 Prozent des Bruttoinlandsprodukts von Guernsey werden durch Finanzdienstleister (Banken, Versicherungen, Fondsgesellschaften) erwirtschaftet (Stand: 2020). In einer Rangliste der wichtigsten Finanzzentren weltweit belegte Guernsey den 53. Platz (Stand: 2018).
Traditionelle Einnahmequellen wie Tourismus, Maschinenbau und Gartenbau (hauptsächlich Tomaten und Schnittblumen, insbesondere Freesien) sind eher im Rückgang begriffen. Niedrige Steuern haben Guernsey als Steueroase für Private-Equity-Fonds populär werden lassen. Als Mitglied einer Zollunion mit der EU werden zahlreiche Regularien der EU aber auch hier angewandt[veraltet]. Wie auch andere Offshore-Finanzzentren gerät Guernsey immer mehr unter Druck, seine Gesetze zu Transparenz von Kapitalzuflüssen an die Bedingungen der internationalen Politik anzupassen. Derzeit wird das Steuerrecht reformiert, um die Regularien von EU und OECD zu erfüllen. Seit dem 1. Januar 2008 gilt ein neues Körperschaftsteuergesetz mit einer Null-Zehn-Regelung, wonach die meisten Körperschaften keine Körperschaftsteuer zahlen, das Anbieten bestimmter Bankdienstleistungen jedoch mit 10 Prozent besteuert wird. Aufgrund dessen entsteht ein voraussichtlicher Fehlbetrag von ca. 45 Millionen Pfund, der durch erhöhtes Wirtschaftswachstum und indirekte Steuern ausgeglichen werden soll. Am 28. Januar 2016 legte die Europäische Kommission ein Maßnahmenpaket zur Bekämpfung von Steuerflucht vor, bei dem unter anderem Guernsey auf der „schwarzen Liste“ der Steueroasen auftaucht.
Die Insel bietet mit der The International Stock Exchange eine Wertpapierbörse für internationale Unternehmen.

### Tourismus
Die Nutzung der Reede vor St. Peter Port durch mehr als 100 Kreuzfahrtschiffe pro Jahr bringt über 100.000 Tagesgäste auf die Insel.

## Verkehr
Die CT Plus Guernsey Limited betreibt 20 Buslinien (Stand Frühjahr 2019), die weite Teile der Insel erschließen. International angeschlossen ist die Insel über den Flughafen Guernsey sowie mehrere Häfen. Mit der Fähre ist Guernsey von der Kanalinsel Jersey, den französischen Häfen St. Malo und Dielette sowie von den englischen Häfen Portsmouth und Poole erreichbar. Die Fährverbindung nach Weymouth wurde inzwischen eingestellt.

## Städtepartnerschaft
- Biberach an der Riß (Baden-Württemberg), Deutschland, seit 1997[22]

## Umwelt

### Verschmutzung von Wasserressourcen durch PFAS
Ein zentrales Umweltproblem auf Guernsey ist die Belastung der Wasserressourcen durch per- und polyfluorierte Alkylverbindungen (PFAS). Diese giftigen Chemikalien wurden insbesondere im Bereich des Flughafens in Oberflächengewässern, Boden und Grundwasser nachgewiesen. Die Kontamination stellt ein Risiko für die Trinkwasserversorgung der Insel dar, weshalb umfangreiche Sanierungs- und Wasseraufbereitungsmaßnahmen eingeleitet wurden.

### Wasserknappheit
Durch Bevölkerungswachstum, abnehmende Wasserqualität in Bächen und häufiger auftretende Dürren steht die Insel vor einem Wasserdefizit. Die Wasserbehörde plant deshalb ein neues Reservoir, um die Versorgung langfristig zu sichern. Die Notwendigkeit ergibt sich auch aus dem Klimawandel, der zu intensiveren Trockenperioden führt.

## Persönlichkeiten
- Matthew Le Tissier (* 1968), Fußballspieler
- Heather Watson (* 1992), Tennisspielerin
- Maya Le Tissier (* 2002), Fußballspielerin
- Alex Scott (* 2003), Fußballspieler